# Da Atlantide alla Sfinge
Da Atlantide alla Sfinge  è un saggio dell'autore britannico Colin Wilson del 1996. 

## Contenuti
Usando la Sfinge come punto di partenza Wilson esplora il passato della razza umana, sviluppando l'idea che siano esistite delle civiltà evolute anche in periodi che noi definiremmo "preistorici". Fa riferimento ad Atlantide menzionata da Platone nei suoi lavori.
Il libro esplora la connessione tra astronomia e mitologia, giungendo alla conclusione che l'intuizione (conoscenza lunare) in contrapposizione con la conoscenza Solare (logica) ha guidato gli uomini di un altro tempo, che erano equamente validi mentalmente all'uomo moderno, ma in maniera diversa. 
Wilson cita a più riprese il libro Il mulino di Amleto di Giorgio De Santillana e pone la data di inizio della storia, molti millenni prima di quella attualmente considerata.